# Resident Evil Survivor
Resident Evil Survivor,  Biohazard Gun Survivor (яп. バイオハザード ガンサバイバー Байохадза:до ган сабайба:) — видеоигра, разработанная «Capcom» и вышедшая в 2000 году на консоли PlayStation. Побочная часть серии Resident Evil. Позже был выпущен порт на Windows, но он выходил только в Азии. Это была последняя игра серии, вышедшая на PlayStation и первая игра серии в жанре Light gun shooter.

## Игровой процесс
Все действия игры разворачиваются с видом от первого лица. У персонажа имеется ограниченный инвентарь, осталась от прошлых частей возможность собирать и комбинировать различные травы. В игре возможно сохраниться только после прохождения игры, чтобы собрать все типы оружия и получить бонус.
Реализована система выбора альтернативных линий прохождения сценария. В зависимости от выбранной двери в ключевой момент зависит маршрут, враги и тип пистолета который вы подберете в пути (Тип: А, В, С, D — быстрая зарядка, усиленная мощность патрона, увеличенная обойма, увеличенная скорострельность). В игре также можно находить документы (книги, записки, фотографии).

## Сюжет
Действие игры происходит на острове Шина (англ. Sheena Island). У главного героя игры настаёт амнезия из-за сотрясения мозга, полученного в результате авиа-катастрофы. Население острова заражено Т-вирусом. Главная задача Томпсона — выйти из этого ада живым и вспомнить о себе всё.

## Персонажи
- Арк Томпсон (англ. Ark Thompson) — главный герой этой части. Он детектив. Нанят Леоном С. Кеннеди для расследования происшествий на острове Шина. Потерял память во время крушения вертолета.
- Лили и Лот Клейн (англ. Lily & Lott Klein) — дети работника корпорации Umbrella. По их дневникам видно, что они пережили очень много. Улетают на вертолёте в конце игры вместе с Арком.
- Винсент Голдман (англ. Vincent Goldman) — главный антагонист. Он пытается подняться по карьерной лестнице, но почему-то всегда что-то случается. Из-за карьеры готов убить кого угодно. Погибает в конце от рук Тирана.

## Оценки
| Сводный рейтинг    | Сводный рейтинг            |
| Агрегатор          | Оценка                     |
| ------------------ | -------------------------- |
| GameRankings       | 41,90 %                    |
| Metacritic         | 39 % (10 обзоров)          |
| TopTenReviews      | PS: 4,1 из 10 (10 reviews) |
| Иноязычные издания |                            |
| Издание            | Оценка                     |
| Famitsu            | PS: 31 из 40               |
| GamePro            | PS:                        |
| IGN                | 4 из 10                    |

Игра получила отрицательные отзывы критиков.